# Bodypop
«Bodypop» — девятый студийный альбом немецкой синти-поп группы And One, выпущенный в 2006 году. Диск смог подняться до 34 места немецкого хит-парада.

## Об альбоме
Bodypop был одновременно издан в двух вариантах: обычный компакт-диск и выпущенное ограниченным тиражом двухдисковое издание, содержащее также EP «Frontfeuer». 

## Список композиций
Все песни написаны и спродюсированы Стивом Нагави.
1. «Mein Anfang» — 2:18
2. «Military Fashion Show» — 4:28
3. «Enjoy The Unknown» — 5:21
4. «So Klingt Liebe» — 3:46
5. «The Sound Of Believer» — 4:22
6. «Body Company» — 5:23
7. «Traumfrau» — 6:24
8. «Stand The Pain» — 4:24
9. «Sexkeit» — 4:03
10. «Love You To The End» — 5:09
11. «The Dream» — 6:32
12. «Dein Ende» — 6:26

Бонусный EP «Frontfeuer»
1. «Rearming Strafbomber» — 4:50
2. «Master Master» — 3:41
3. «A Kind Of Deutsch» — 3:51
4. «Steine Sind Steine» — 4:01
5. «The Force» — 3:12

## Участники записи
- Стив Нагави (Steve Naghavi)
- Крис Руис (Chris Ruiz)
- Джио Ван Оли (Gio van Oli)